# Eremias fasciata
Eremias fasciata är en ödleart som beskrevs av Blanford 1874. Eremias fasciata ingår i släktet löparödlor och familjen lacertider. Inga underarter finns listade i Catalogue of Life.
Arten förekommer i Afghanistan, Iran och Pakistan. Honor lägger ägg. Ödlan lever i kulliga regioner och i bergstrakter mellan 450 och 1700 meter över havet. Den vistas i halvöknar och stäpper med några buskar.
För beståndet är inga hot kända. Hela populationen anses vara stabil. IUCN listar arten som livskraftig (LC).